# Hebe amabilis
Hebe amabilis é uma espécie de planta do gênero Hebe.